# ロケットくん
『宇宙少年団 ロケットくん』（うちゅうしょうねんだん ろけっとくん）は、藤子不二雄名義で発表された日本の漫画。安孫子素雄担当作品。人望と実力を備えた少年・ロケットくんが、宇宙少年団の団友の策略や、宇宙ギャング団ら悪人の陰謀に立ち向かいながら宇宙を冒険する長編SF漫画。1956年から1957年にかけて講談社の『ぼくら』で1年8か月にわたって連載された。
2013年に発売された単行本（小学館クリエイティブ。藤子不二雄Ⓐ名義）と電子書籍にて、本作の全話を読むことができる。

## 概要
宇宙の時代、21世紀。月や火星はすでに地球の植民地となっていた。さらなる宇宙探索のため組織された宇宙少年団の一周年を記念して「第一回宇宙少年団会議」が火星で開かれることになり、日本少年団の代表にはロケットくんこそふさわしいとの評判が立つ。ロケットくん自身も、行方不明になった父を探すために一日でも早く火星に行きたいと願っていた。
だが、ロケットくんを妬んだ団友・赤星の卑怯な行動により、親友の大吉が操縦する小型ロケットが海へと墜落してしまう。赤星に無実の罪を着せられたロケットくんは、団員の仲間たちから集団暴行を受け、悪の組織に誘拐された挙げ句、大吉くんを人質にとられて首相の暗殺を強要される。指名手配されたロケットくんは首相が乗るロケット銀河号に密航し、ついにあこがれの宇宙へと旅立つ。

### 藤子不二雄の再起連載第1作
藤子不二雄は上京して5か月後の1954年末には連載と別冊を含む仕事を何本も抱えた状態で帰省するも、1955年の正月に大量原稿遅延・落とし事件を起こしてしまう。その年の10月号まで『ゆりかちゃん』（藤本担当作）の連載が存続していたが、安孫子担当作の連載は『世界とたたかう少年』が終了した『三年ブック』6月号で途絶えていた（ただし『漫画少年』のテーマ特集連載は10月号まで続いていた）。本作は『世界とたたかう少年』の連載終了から11か月後に始まった藤子不二雄の再起連載第1作である。このことは半自伝漫画『まんが道』春雷編でも語られている。
本作の連載開始と同月に藤本担当作の『光公子』が『少女』の別冊付録となり翌月から連載となったので、藤子の両人がほぼ同時に再スタートを果たしたともいえるが、『光公子』の連載は5回で終了している。

### 藤子不二雄初の長期連載かつ宇宙SF連載作品
それまでの藤子不二雄の連載はすべて1年以内で終了していたが、『ロケットくん』は記録を大幅に更新し、藤子不二雄初の長期連載人気作品となった。また、「初の藤子大長編作品（100頁以上）」「宇宙を舞台にした初の藤子SF長編作品」「宇宙空間を舞台にした初の藤子SF作品」でもある。

### タイトルの変更
連載開始時は『宇宙少年団』というタイトルだったが、第3回から『ロケットくん』に変更された（「宇宙少年団」の文字は小さく掲載、または掲載なし）。この改題により主人公によりフォーカスが当たり、人気が急上昇したエピソードが『まんが道』春雷編に描かれている。

## 本作が受けた影響
地球から飛び立ったロケット内で策謀が渦巻く展開は、手塚治虫『ロストワールド』（1948年）の流れをくんだものだが、本作ではロケットくんに対する赤星の策略を軸としながら、親友を人質に首相暗殺を強要するなどの大人の無慈悲な謀略や、大勢の乗組員が少年のロケットくんを疑って殴りつけるなど、より大掛かりで複雑な状況を描写している。他に、漫画研究家の竹内オサムは、本書の解説で手塚治虫の『ロック冒険記』（1952年）、『鉄腕アトム』「火星探検の巻」（1953年）からの影響があったのではと推測している。
藤子不二雄の自作からの影響としては、行方不明の父を探しつつ潜入し悪と戦うという設定が前年に終了した連載『世界とたたかう少年』（独裁国家に潜入してレジスタンスに入る）と共通している。また、火星編の大量の円盤の描写等は同年の別冊『幽霊ロケット』と共通している。『ロケットくん』は『世界とたたかう少年』の舞台を宇宙にスケールアップさせ、『幽霊ロケット』の要素を取り入れた作品ともいえる。詳細は#関連作品を参照。

## 本作が与えた影響
本作の影響は後の『星の子カロル』（1957年の藤本担当合作。独立後も共作扱い）、『21エモン』（1967年の藤本単独作）、『モジャ公』（1969年の藤本単独作）にも見られる。詳細は#関連作品を参照。

## 評価
漫画評論家の米沢嘉博は本作を、横山光輝『少年ロケット部隊』、手塚治虫『白いパイロット』などの1960年頃からちょっとしたブームになるSF少年戦隊物の先駆と評している。

## 登場人物
ロケットくん（桜 鉄太郎）
主人公。正義感の強い少年。宇宙に夢と熱意と悲願を抱いている。卓越したロケット操縦技術を持つ。
大吉くん（泉 大吉）
ロケットくんの親友。いつも明るくロケットくんを励ましてくれる優しい少年。第一回宇宙少年団会議の代表を決める投票前に行われた小型ロケット飛行で、ロケットくんにわざと衝突しようとした赤星のロケットの前に飛び出して墜落し、面会謝絶の重体となる。
赤星くん（赤星 豹介）
ロケットくんの人気を妬み、卑怯な手段を使ってロケットくんを陥れようとする少年。
団長先生
宇宙少年団の団長。ロケットくんの父の功績や、ロケットくんの立派さもよく理解しているが、赤星の嘘の手紙を見破れずロケットくんを代表から外した。
西郷首相（西郷 一郎）
羽田空港で宇宙暗黒団に狙撃された際に、ロケットくんと大吉くんの活躍で命拾いした。宇宙警備隊の隊長として宇宙暗黒団を壊滅させた過去を持つ快傑首相。
桜 鉄平
ロケットくんの父。大宇宙に新天地をひらく英雄のひとりだったが、火星で行方不明になってしまう。
宇宙総統
宇宙暗黒団の首領。宇宙征服をたくらんでいる。かつて火星で全滅させられそうになったことで西郷に恐れを抱き、西郷首相の暗殺を企てる。
クロロフォルム
宇宙暗黒団の副首領。ロケットくんを車に連れ込んで誘拐する。
R1号
宇宙暗黒団の一員。ロケットくんに投げ飛ばされたことを恨みに思い、復讐しようと執拗にロケットくんを狙う。
ペニシリン・ショック探偵
アメリカから来日して銀河号の警備隊長の任に就く。
マーツ・カーサー少佐
A国宇宙軍所属。爆弾実験のため遊星Rに赴任する。
ニッキーくん
マーツ・カーサー少佐の息子。A国の宇宙少年団代表。
日暮セミオ特派員
ABC放送の特派員。ホットと喧嘩しながら取材を共にしている。
ホット特派員
ニューヨーク新聞の特派員。日暮と喧嘩しながら取材を共にしている。
アウシュウイッツ
火星の首都、マース・シテイの市長。第一回火星探検でロケットくんの父と共に火星を訪れ、都市開発を行う。
メタン・ガス
火星タイムスの新聞記者。
デッカ博士
火星生物研究所に務める博士。西郷首相の古い友人。
パイカル隊長
火星警備隊の隊長。
宇宙探偵流星 (ながれぼし)
桜鉄平は生きているという手紙をアウシュウイッツに送った有名な名探偵。額にある流星のような傷がトレードマーク。流星号でロケットくんとともにゆうれい星へと旅立つ。
X団の男たち
ゆうれい星にあるエネルギー鉱物を手に入れて宇宙征服を目論むX団（エックスだん）のギャング。流星号をのっとる。

## 各編の概要
地球編
赤星に陥れられて団友たちからの信頼も失い、宇宙暗黒団に誘拐されてしまったロケットくん。宇宙暗黒団の本部での決闘時の混乱に乗じて脱走。銀河号に密航することに成功する。
銀河号編
銀河号内で首相暗殺の実行を強要されるロケットくん。艇内ではスパイ探しがはじまり、疑心暗鬼の人間ドラマが繰り広げられる。宇宙総統が正体を現し卑怯な手で物事を優位に進める中、銀河号は何千何万の遊星群の中に飛び込んでしまう。
遊星R編
遊星Rに着陸した銀河号。だが遊星RではA国の新型爆弾実験が行われようとしていた。爆発時刻が迫る中、パニックを起こした船員たちが銀河号を発射させたため、ロケットくん、首相、銀河総統ら7人は遊星Rに取り残されてしまう。
人工衛星コロンビア編
大吉はロケットくんの冤罪をはらそうと団長先生の部屋を訪れるが、遊星Rで放射能を受けた団長先生は放射能症になりうなされていた。日本代表の赤星を会議に間に合わせるため、ロケットくんと大吉くんも共に火星に向かうことになる。
火星編
火星の首都マース・シテイで市長に面会したロケットくん。そこに各国の少年代表団を乗せた観光ジェット機が不時着したとの報告が入る。救助隊と共にロケットくんたちも救助に向かうが、その機内で兵隊の絞殺死体が発見され、犯人はゴリラのような巨人だという。救助艇は不時着し、火星の嵐の中でロケットくんは光る円盤を目撃。ロケットくんの頭の中には、333時間のうちに地球に帰らないと地球人を全滅させるというメッセージが送られてくる。
探偵流星編
ロケットくんの前に宇宙探偵流星が現れた。流星は、ロケットくんの父は遠い謎に包まれた恐ろしい星で生きていると告げる。正体不明の敵に狙われながらも、ロケットくんは流星のロケット・流星号で大宇宙の冒険へと旅立つ。

## 掲載状況
講談社『ぼくら』にて連載された。本編全20話の他、増刊号に短編が2話掲載された。全528頁。
凡例
- # - 通し番号
- 編 - 「宇宙探偵流れ星の巻」以降は「探偵流星」とし、それより前はロケットくんがいる場所を記載した。本項のみの便宜上の分類。
- タイトル - 誌面の扉（または表1）に記載された作品名。
- 頁数 - その回のページ数。
- 別冊 - 別冊付録として発表されたものに「1」と記載。
- 巻 - 単行本の何巻に収録されているかを記載。

| #  | 編                            | タイトル                                                     | サブタイトル | 頁数 | 別冊 | 年   | 月号       | 巻 |
| -- | ----------------------------- | ------------------------------------------------------------ | --- | ---- | ---- | ---- | ---------- | -- |
| 1  | 地球                          | 宇宙少年団                                                   | | 7    | 0    | 1956 | 5          | 1  |
| 2  | 地球                          | 宇宙少年団                                                   | | 6    | 0    | 1956 | 6          | 1  |
| 3  | 地球                          | 宇宙少年団 ロケットくん                                      | | 7    | 0    | 1956 | 7          | 1  |
| 4  | 地球 銀河号                   | 宇宙少年団 ロケットくん（表1） ロケットくん（扉）            | 宇宙暗黒団 笑う毒薬 なぜなら....そこにあるからだ 追われるロケットくん その日の羽田空港 おお! この一瞬 すがたなき敵 恐怖の銀河号 怪人対巨人 魔の小遊星群             | 66   | 1    | 1956 | 8          | 1  |
| 5  | 銀河号                        | 宇宙少年団 ロケットくん                                      | | 15   | 0    | 1956 | 9          | 1  |
| 6  | 遊星R                         | ロケットくん                                                 | | 7    | 0    | 1956 | 10         | 1  |
| 7  | 遊星R 人工衛星コロンビア 火星 | 宇宙少年団 ロケットくん（表1） ロケットくん（扉）            | 死の灰の下 熱砂のたたかい 勝利 人工衛星コロンビアにて 鉄牢の中の宇宙総統 おおっあれが火星だ! 火星第一歩 さるの手 人間がまだふまない砂 しのびよる恐怖                | 98   | 1    | 1956 | 11         | 1  |
| 8  | 火星                          | 宇宙少年団 ロケットくん                                      | | 7    | 0    | 1956 | 12         | 1  |
| 9  | 火星                          | 宇宙少年団 ロケットくん（表1） ロケットくん（扉）            | 非常ベル 地獄の番兵 脱出 最初の襲来 火星裁判 ロケットはとびさった 最後に勝つもの                                                                                    | 80   | 1    | 1957 | 1          | 1  |
| 10 | 火星                          | 宇宙少年団 ロケットくん                                      | | 7    | 0    | 1957 | 2          | 1  |
| 11 | 火星                          | 宇宙少年団 ロケットくん                                      | | 7    | 0    | 1957 | 3          | 1  |
| 12 | 火星                          | 宇宙少年団 ロケットくん                                      | | 8    | 0    | 1957 | 4          | 1  |
| 13 | 火星                          | ロケットくん（扉）                                           | やるぞ!大吉くん 英雄はおれだ!! どけっ!赤星 その手をはなせ ありがとう みんな とべ!あり地獄へ あっ!!きたっ                                                            | 64   | 1    | 1957 | 5          | 2  |
| 14 | 火星                          | 宇宙少年団 ロケットくん（表1） 宇宙少年団 ロケットくん（扉） | ガスの最期 目玉ごけの巣へ 死のたたかい のがれる道は一つ 赤星のおそれ 生きている砂 はてしなき旅 敵の弱点 わな ついに決戦の日はきた 消えたロケットくん 勝利か?敗北か? | 82   | 1    | 1957 | 6          | 2  |
| 15 | 火星                          | ロケットくん                                                 | | 8    | 0    | 1957 | 7          | 2  |
| 16 | 探偵流星                      | 宇宙少年団 ロケットくん                                      | 宇宙探偵流れ星の巻 | 7    | 0    | 1957 | 8          | 2  |
| 17 | 探偵流星                      | ロケットくん                                                 | 宇宙探偵流星の巻 | 7    | 0    | 1957 | 9          | 2  |
| 18 | 探偵流星                      | ロケットくん                                                 | 宇宙探偵流星の巻 | 7    | 0    | 1957 | 10         | 2  |
| 19 | 探偵流星                      | 宇宙少年団 ロケットくん                                      | | 7    | 0    | 1957 | 11         | 2  |
| 20 | 探偵流星                      | 宇宙少年団 ロケットくん                                      | | 7    | 0    | 1957 | 12         | 2  |
| 21 | 短編                          | ロケットくん                                                 | ゴルゴンの巻 | 16   | 0    | 1956 | 臨時増刊号 | 2  |
| 22 | 短編                          | ロケットくん                                                 | 宇宙線爆弾事件の巻 | 8    | 0    | 1957 | お正月号   | 2  |

- #15と#22は『愛…しりそめし頃に…』（小学館）の1巻と2巻の巻末にも収録されており、雑誌掲載時のカラーで読むことができる。

## 関連作品

### 本作連載前の藤子作品
『世界とたたかう少年』（1955年1月から5か月間連載された安孫子担当作）
主人公の少年の父が行方不明な点が『ロケットくん』と共通している。

### 本作連載中の藤子作品
『幽霊ロケット』（1957年1月に発表された50頁の別冊。藤本が人物の作画を担当）
敵の姿がほとんど描かれず、大量に攻めてくる円盤と戦闘シーンを繰り返す点、とある弱点の発見により事態が打開される点等が『ロケットくん』と共通している。
『星の子カロル』（1957年7月発表の合作。独立後も共作扱い。藤本が人物の作画を担当。本文64頁の別冊）
少年がロケットに乗って宇宙へ飛び立つ、幼年版『ロケットくん』ともいえる内容の作品。小惑星群（『ロケットくん』では遊星群、『星の子カロル』では星のジャングル）に遭遇する場面はの隕石の描写は、『ロケットくん』とよく似た作画になっている（描かれたのは『ロケットくん』で小遊星群の場面が描かれてから1年1か月後）。

### 本作連載終了後の藤子作品
『21エモン』（1967年の藤本単独作）
ロケットの発射を眺めて宇宙への憧れを語る、密航、テラフォーミングされた火星を観光、火星での遭難、人間に付着して脳を支配する生物の登場など、『ロケットくん』との共通点が多数ある。
『モジャ公』（1969年の藤本単独作）
「アステロイドラリー」で小惑星を避ける際のドンモの操舵場面は、ロケットくんが遊星群を避ける際の操舵場面と類似している。人間に付着して脳を支配する生物も登場する。